# زبان‌های عربی
زبان‌های عربی خانوادهٔ زبانی است شامل زبان‌هایی می‌شود که از زبان نیاعربی مشتق شده‌اند. شامل:
- عربی شمالی باستان
  - عربی کهن شامل:
    - عربی نبطی

  - حجازی کهن
- عربی کلاسیک
- عربی نو:
  - عربی محلی
    - عربی مغربی
      - گویش‌های عربی پیشاهلالی
      - کوینه‌ها
        - عربی الجزایری
        - عربی مراکشی
        - عربی تونسی
        - عربی لیبیایی
        - عربی صحرایی
        - عربی اندلسی (منقرض)
        - عربی سیسیلی (منقرض)
          - مالتی

      - بادیه‌نشینان غربی
        - عربی حسانی
        - عربی صحرایی

    - عربی شمالی
      - عربی شامی
        - عربی شامی شمالی
          - عربی سوری
          - عربی لبنانی

        - عربی شامی جنوبی
          - عربی اردنی
          - عربی فلسطینی

        - عربی قبرسی
        - عربی بدوی

      - عربی مصری
      - عربی صعیدی
      - عربی عراقی
        - گلت
          - دجله‌ای
            - عربی بغدادی

          - فراتی
          - خوزستانی

        - موصلی

    - عربی شبه‌جزیره‌ای یا عربی جنوبی
      - عربی خلیجی
        - عربی کویتی
        - سایر گویش‌های امارات و قطر

      - عربی شحی
      - عربی عمانی
      - عربی ظفاری
      - عربی نجدی
      - عربی حجازی
      - عربی بحرانی
      - عربی یمنی
        - عربی حضرموتی
        - عربی صنعایی
        - عربی تعزی-عدنی
        - عربی تهامه‌ای
        - عربی یمنی
        - عربی بارقی

    - عربی مرکزی
      - عربی سودانی
        - عربی نوبی
        - عربی جوبا
- عربی نوین معیار